# 靖西山姜
靖西山姜（学名：Alpinia chinghsiensis）为姜科山姜属下的一个种。